# Silvestre Vargas
Silvestre Vargas Vázquez (Tecalitlán, 31 de diciembre de 1901- Guadalajara, Jalisco, 7 de octubre de 1985) fue un músico y compositor mexicano, quien hizo parte del Mariachi Vargas de Tecalitlán desde 1921 hasta 1975. Colaboró con Rubén Fuentes en la composición de piezas musicales para Mariachi, ahora muy populares en todo el mundo.
Nació el 31 de diciembre de 1901 en Tecalitlán, Jalisco, hijo de Gaspar Vargas y de Marcela Vázquez. Como la mayoría de los niños de su época, estudio hasta el tercer grado de primaria, pero desde esta temprana edad mostró inclinación por la música pues a los 13 años de edad comenzó a tocar un violín de carrizo interpretando La Joaquinita, El Limoncito, La Adelita, Honor y Gloria y El Diablito. Evidentemente este amor a la música le nació en su casa, pues su padre en 1897 había fundado el Mariachi Vargas, integrado por don Gaspar (director y guitarrista), Manuel Mendoza (arpa), Lino Quintero y Refugio Hernández (Violín).Tocando por primera vez el 15 de septiembre de 1898 en dicha población con motivo de la celebración de un aniversario más de la independencia de México.
En 1921 Silvestre Vargas pasa a formar parte del mariachi, que en aquella época se constituía exclusivamente de violines, arpa y guitarra. En 1931 se hizo cargo de éste y realizó su primera gira a la Ciudad de México. Dos años más tarde el conjunto crece con la incorporación de cuatro elementos más y en 1940 introduce las trompetas. Su mariachi tocó para la policía de Distrito Federal (hoy Ciudad de México) por más de veinte años y acompañó a un sinfín de artistas nacionales como Jorge Negrete, Pedro Infante, Javier Solís, Miguel Aceves Mejía, Amalia Mendoza, Lola Beltrán etc. Al mismo tiempo el Mariachi Vargas ha llevado la música mexicana y jalisciense por diversas giras al extranjero. En 1975 don Silvestre dejó de actuar y en 1983 el Gobierno del Estado de Jalisco le rindió un homenaje en el Teatro Degollado de Guadalajara, en donde se estrenó su corrido.
Don Silvestre Vargas y Rubén Fuentes hicieron arreglos a viejos sones jaliscienses como: El son de la negra, Las alazanas, y El Camino Real de Colima. Se le atribuyen El tecalitleco, El lunar que te vi, El pasajero, Lupita, El cuatro, El gusto, El palmero, El maracumbé, etc. Sus canciones y el grito característico "¡Y no te rajes Jalisco!" de Silvestre han dado la vuelta al mundo. Murió el 7 de octubre de 1985 en la ciudad de Guadalajara, Jalisco.